# Valiani (Certaldo)
Valiani SRL  is een industrieel bedrijf gevestigd in de Italiaanse stad Certaldo in Toscane. Het produceert snijmachines en exporteert naar 60 landen.

## Activiteiten
Valiani is gespecialiseerd in het ontwerp en de productie van passe-partoutsnijders en snijmachines voor materialen als karton, textiel pvc en andere polymeren.

## Geschiedenis
Het bedrijf werd in 1974 opgericht door het echtpaar Franco en Franca Valiani. In 1996 begint de transitie naar de eerste elektronische machines. Het bedrijf registreert voor het eerst een internationaal patent in 2007. In 2010 is sprake van een staking bij Valiani naar aanleiding van het ontslag van een groep werknemers.